# USS Maryland (SSBN-738)
USS Maryland (SSBN-738) – amerykański okręt podwodny napędzany przez siłownię jądrową, przenoszący 24 pociski balistyczne SLBM typu Trident II D-5. Jeden z 14 aktualnie okrętów typu Trident / Ohio pozostających w służbie US Navy w ramach amerykańskiego systemu strategicznego odstraszania nuklearnego.